# Postexpositionsprophylaxe
Als Postexpositionsprophylaxe (PEP) bezeichnet man Maßnahmen nach möglichem Kontakt mit Erregern einer Infektionserkrankung, um deren Ausbruch zu verhindern oder deren Verlauf zumindest abzumildern.
Die Maßnahmen können in einer medikamentösen Behandlung oder einer oder mehreren Impfungen bestehen. Wenn mehrere Impfungen notwendig sind, kombiniert man zur aktiven Impfung eine passive Impfung (Tetanus, Tollwut). Die passive Impfung bietet den Vorteil des Sofortschutzes. Ein Sofortschutz ist mit der aktiven Impfung, bei der das Immunsystem so stimuliert wird, dass es nach einiger Zeit einen eigenen Abwehrschutz hervorbringt, nicht zu erreichen. Bei der passiven Immunisierung werden Antikörper von anderen Menschen eingesetzt, die selbst gegen die betreffende Krankheit immun sind. Dazu wird das Blut einiger tausend Blutspender entsprechend aufbereitet. All diese Maßnahmen haben das Ziel, die Vermehrung der Erreger im Körper zu unterbinden und dadurch zu verhindern, dass nach einer möglichen Infektion die Erkrankung ausbricht.

## HIV
| Expositionsereignis | PEP-Indikation                                                                                              |
| --- | --- |
| Ungeschützter insertiver oder rezeptiver vaginaler oder analer Geschlechtsverkehr mit einer bekannt HIV-infizierten Person                                                             | PEP soll erfolgen, wenn Indexperson unbehandelt, VL > 1000 Kopien/ml oder Behandlungsstatus nicht eruierbar |
| Ungeschützter insertiver oder rezeptiver vaginaler oder analer Geschlechtsverkehr mit einer bekannt HIV-infizierten Person                                                             | PEP kann erfolgen, wenn VL der Indexperson 50–1000 Kopien/ml                                                |
| Ungeschützter insertiver oder rezeptiver vaginaler oder analer Geschlechtsverkehr mit einer bekannt HIV-infizierten Person                                                             | Keine PEP-Indikation wenn Indexperson wirksam behandelt (VL < 50 Kopien/ml) oder bei Oralverkehr            |
| Ungeschützter Geschlechtsverkehr bei unbekanntem HIV-Status des Partners | |
| Ungeschützter Analverkehr zwischen Männern | PEP kann erfolgen                                                                                           |
| Ungeschützter heterosexueller Vaginal- oder Analverkehr mit aktiv intravenös Drogen konsumierendem Partner (Chemsex), mit bisexuellem Partner oder Partner aus HIV-Hochprävalenzregion | PEP kann erfolgen                                                                                           |
| Ungeschützter heterosexueller Vaginal- oder Analverkehr bei Vergewaltigung / sexualisierte Gewalt                                                                                      | PEP kann erfolgen                                                                                           |
| Ungeschützter heterosexueller Vaginal- oder Analverkehr (auch mit Sexarbeiterin) | Keine PEP-Indikation                                                                                        |
| Oralverkehr | Keine PEP-Indikation                                                                                        |
| Küssen / Kontakt von HIV mit Haut | Keine PEP-Indikation                                                                                        |

Bei HIV-Risikokontakt (zum Beispiel ungeschützter Geschlechtsverkehr, Nadelstichverletzung, Schleimhautexposition) wird empfohlen, nach Durchführung von Sofortmaßnahmen, vor Ablauf von 24 Stunden mit einer postexpositionellen Prophylaxe zu beginnen. Zu den Sofortmaßnahmen zählen beispielsweise die Blutflussförderung (potentiell infektiöses Material soll dadurch ausgespült werden), anschließende Wundspreizung und Spülung mit Antiseptikum, Waschen und Reinigen der Haut, bzw. das Ausspülen des Auges, sofortiges Ausspucken infektiösen Materials aus der Mundhöhle und anschließende, mehrfache Spülung.
Die besten Ergebnisse einer HIV-PEP sind innerhalb eines Zeitfensters von zwei Stunden zu erwarten. Bei Schleimhautexposition soll spätestens nach 72 Stunden begonnen werden. Mehr als 72 Stunden nach dem Ereignis wird im Allgemeinen keine PEP mehr empfohlen. In jedem Falle muss eine entsprechend kundige Einrichtung aufgesucht werden, um im Einzelfall zu klären, ob eine solche Vorbeugung notwendig ist.
Die Standardtherapie in Deutschland und Österreich besteht derzeit aus einer Kombination von Raltegravir zusammen mit Tenofovir-Disoproxil-Fumarat(TDF)/Emtricitabin(FTC), Dolutegravir (DTG) mit TDF/FTC oder Bictegravir/TAF/FTC (außer bei bestehender Schwangerschaft). Falls diese nicht verfügbar sind, soll auf Darunavir/Ritonavir mit TDF/FTC oder Elvitegravir/Cobicistat/TAF/FTC (außer bei bestehender Schwangerschaft) ausgewichen werden. Die PEP soll über 28 bis 30 Tage erfolgen.
In den USA empfiehlt das CDC eine sogenannte nPEP, wenn es zu einer Exposition außerhalb des Gesundheitswesens (nonoccupational exposure, z. B. durch Sexualkontakt, Nadeln oder andere Wege) gegenüber nichtintakter Haut oder Schleimhäuten gekommen ist und dabei ein erhebliches Risiko für eine HIV-Übertragung besteht. Hierbei soll ein HIV-Schnelltest vor Start der nPEP erfolgen. Diese soll möglichst innerhalb von 24 Stunden und nicht später als 72 Stunden nach der Exposition eingeleitet werden, mit einer Dauer von 28 Tagen. Als Behandlungsregime präferiert das CDC entweder BIC/TAF/FTC, oder DTG/FTC bzw. 3TC/[TDF oder TAF]. 
Die HIV-PEP ist vergleichsweise nebenwirkungs- und wechselwirkungsarm. Als Nebenwirkungen werden hauptsächlich Übelkeit, Antriebslosigkeit und Durchfall beschrieben. Je mehr Zeit vor Therapiebeginn vergeht, umso geringer sind die Erfolgschancen, eine möglicherweise erfolgte Infektion noch abzuwehren. In keinem Fall besteht ein 100%iger Schutz vor einer HIV-Infektion.

## Hepatitis B
Bei nicht oder (entsprechend dem durch anti-HBs-Testung ermittelbaren Impfstatus) nicht ausreichend Geimpften, die sich beispielsweise eine Nadelstichverletzung mit Blut eines Infizierten zuziehen, wird die Simultanimpfung durch Gabe von Hepatitis-B-Immunglobulin (passive Immunisierung) zusammen mit einer aktiven HBV-Impfung empfohlen. Auch Neugeborene von infizierten Müttern (feststellbar durch den Nachweis von HBs-Antigen im Blut), erhalten innerhalb der ersten 24 Lebensstunden eine gleichzeitige (simultane) aktive und passive Impfung gegen das Virus.

## Hepatitis C
Gegen Hepatitis C gibt es noch keine Impfung. Es wird gegenwärtig keine sofortige Postexpositionsprophylaxe bei HCV empfohlen. Der Empfänger sollte jeweils 2–4, 12 und 24 Wochen nach der Exposition untersucht werden (Serostatus bzw. HCV-RNA-Test). Bei Nachweis einer akuten Infektion sollte mit Anstieg der Transaminasen und bei Nachweis von Anti-HCV-Antikörpern eine Interferon-Monotherapie zur Verhinderung einer Chronifizierung eingeleitet werden.

## Tetanus
Zur Tetanus-Prophylaxe wird, nach unverzüglicher Reinigung aller Wunden und kontaminierten Körperstellen mit Seife oder Detergentien sowie gründlichem Spülen mit Wasser und 70%igem Alkohol oder einem Jodpräparat, bei entsprechend gefährdenden Verletzungen bei ungeimpften Personen die umgehende gleichzeitige Gabe von Tetanusimmunglobulin (passive Impfung) und einer aktiven Impfung empfohlen. Bei Personen, die in der Vergangenheit bereits einmal eine komplette Immunisierung für Tetanus durchgemacht haben, jedoch mehr als fünf bis zehn Jahre keine Auffrischungsimpfung erhalten haben, sollte eine einmalige Auffrischimpfung durchgeführt werden.

## Tollwut
Die postexpositionelle Tollwutprophylaxe nach Biss (aber auch Kratzwunden, Kontamination von Schleimhäuten mit Speichel sowie mit Impfflüssigkeit eines Impfköders) besteht nach der Reinigung aller Wunden und kontaminierten Körperstellen mit Seife oder Detergentien sowie gründlicher Spülung mit Wasser und 70%igem Alkohol oder einem Jodpräparat in der postexpositionellen Impfung. Hierzu erfolgt eine aktive Impfung und (bei deutlicher Exposition) die zusätzliche bzw. simultane Gabe eines Tollwutimmunglobulins (Postexpositionelle Immunprophylaxe) zur passiven Immunisierung. Bei Berühren, Füttern oder Belecken der intakten Haut ist keine Impfung erforderlich. Die Indikation für eine Tollwut-Impfprophylaxe besteht bei tollwutverdächtigen Tieren wie Fuchs, Dachs und anderen Fleischfressern. Bei Hunden und Katzen, die gesund und geimpft sind, kann bei Beobachtung des Tiers über zehn Tage abgewartet werden. Bei kleinen Nagetieren, Hasen und Kaninchen ist bei unverdächtigen Tieren keine Impfung erforderlich, es sollte jedoch bei Tierarzt oder Gesundheitsamt nachgefragt werden. Bei unklarer Situation oder nicht beobachtbaren Tieren sollte eine Impfung erfolgen bzw. beim Tierarzt und Gesundheitsamt nachgefragt werden. Die Indikation wird auch von speziell als Tollwutberatungsstellen benannten Stellen, meist größeren Krankenhäusern, gestellt, die dann auch die entsprechenden Präparate vorrätig haben. Die rechtzeitige Intervention kann einen Krankheitsausbruch zu 100 Prozent verhindern. Unterbleibt die Prophylaxe und kommt es zum Ausbruch einer Tollwuterkrankung, so verläuft diese immer tödlich – jedoch ist das Zeitfenster bei der Tollwut relativ groß.

## Bissverletzungen
Neben der chirurgischen Versorgung von Bisswunden ist zu prüfen, ob eine postexpositionelle Tollwutimpfung (s. o.) nötig ist. Nach Bissverletzungen durch Katzen oder Hunde ist eine prophylaktische antibiotische Behandlung mit Amoxicillin-Clavulansäure in Kombination mit Sultamicillin oder Doxycyclin erforderlich, nach Bissverletzungen durch Menschen Amoxicillin-Clavulansäure oder Sultamicillin in Kombination mit Cefuroxim-Axetil. Bei Penicillinallergie steht Moxifloxacin zur Verfügung.

## Meningokokkenmeningitis
Meningokokkenerkrankungen und hier insbesondere die Meningitis sind hochansteckend und lebensbedrohlich. Daher wird auch für die Kontaktpersonen eines Erkrankten eine schnellstmögliche Chemoprophylaxe mit einem Antibiotikum durchgeführt, wobei sich der Personenkreis nach der Art des Kontakts richtet, jedoch sollten im selben Haushalt Lebende immer behandelt werden. Eine Therapie ist bis zu zehn Tage nach dem Kontakt mit dem Erkrankten sinnvoll.
Eine Risikoreduktion mittels Chemoprophylaxe soll vor allem durch die Keimeliminierung von Erregern aus dem Nasenrachenraum erfolgen.

## Meningitis durchHaemophilus influenzae
Wie bei der Meningokokkenmeningitis liegt bei einer Meningitis durch Haemophilus influenzae Typ B das Erkrankungsrisiko für enge Kontaktpersonen etwa 200 bis 1000 Mal über dem Risiko der Allgemeinbevölkerung. Eine Chemoprophylaxe erfolgt mit Rifampicin, in der Schwangerschaft mit Ceftriaxon.

## Pneumokokken
Wie bei den Meningitiden erfolgt vor allem bei Patienten ohne Milz nach Exposition mit Pneumokokken eine Chemoprophylaxe. Hier wird insbesondere Penicillin V über sieben Tage gegeben.

## Prophylaxe nach Nadelstichverletzungen
- Blutung anregen
- Desinfektion
- Abschätzen der Infektionsgefahr
- Dokumentation
- serologische Untersuchung
- Nachbetreuung